# Parálisis por picadura de garrapata
La parálisis por picadura de garrapata es la única enfermedad producida por la picadura de una garrapata que no es causada por un organismo infeccioso. La enfermedad en sí misma es causada por una neurotoxina producida en la glándula salival de la garrapata. Después de una unión prolongada, mientras se alimentan, las garrapatas transmiten la toxina a su huésped. La incidencia de la parálisis por garrapatas es desconocida.

## Signos y síntomas
La parálisis resulta de la inoculación de una toxina desde las glándulas salivales de las garrapatas durante la alimentación. Debido a su limitada concentración, la toxina causa síntomas en un plazo aproximado de 2-7 días, dependiendo de la salud general del huésped y su grado de infestación, comenzando con debilidad en las extremidades posteriores, progresando a parálisis. Consecutivamente se presenta un cuadro de parálisis ascendente por el tronco, los brazos y la cabeza, que puede llevar a una insuficiencia respiratoria y la muerte. La enfermedad puede manifestarse en forma aguda (ataxia) sin debilidad muscular.
Los pacientes pueden reportar síntomas sensoriales menores, pero los signos constitucionales suelen estar ausentes. Los reflejos tendinosos profundos suelen ser hipoactivos o ausentes, también pueden presentarse oftalmoplejía y parálisis bulbar.
Los estudios electromiografícos (EMG) por lo general muestran una reducción variable de la amplitud del potencial de acción del músculo compuesto, pero sin mostrar anormalidades en los estudios de repetición de estimulación eléctrica de los nervios. Esto parece ser el resultado de una falla en la liberación de acetilcolina a nivel de la terminal del nervio motor. Puede haber anormalidades sutiles la velocidad de conducción de los nervios motores y en los potenciales de acción sensoriales.

## Patogénesis
Se cree que la parálisis por picadura de garrapata se debe a reacciones adversas del organismo a las toxinas que se encuentran en la saliva de la garrapata, al momento que estas entran en el torrente sanguíneo, mientras la garrapata se alimenta. Las dos especies más comúnmente asociadas a este padecimiento en Norteamérica son: la garrapata de la madera de las Montañas Rocallosas (Dermacentor andersoni ) y la garrapata americana del perro (Dermacentor variabilis), sin embargo, en todo el mundo 43 especies distintas de garrapatas se han asociado con la transmisión de esta en la enfermedad. En América del Norte, la mayoría de casos de la parálisis por picadura de garrapatas se producen entre los meses de abril y junio, cuando los adultos de las garrapatas del género Dermacentor emergen de su hibernación y buscan activamente hospederos. En Australia, este padecimiento es causado por la garrapata Ixodes holocyclus, de 1989 a 1999, se reportaron 20 casos mortales.

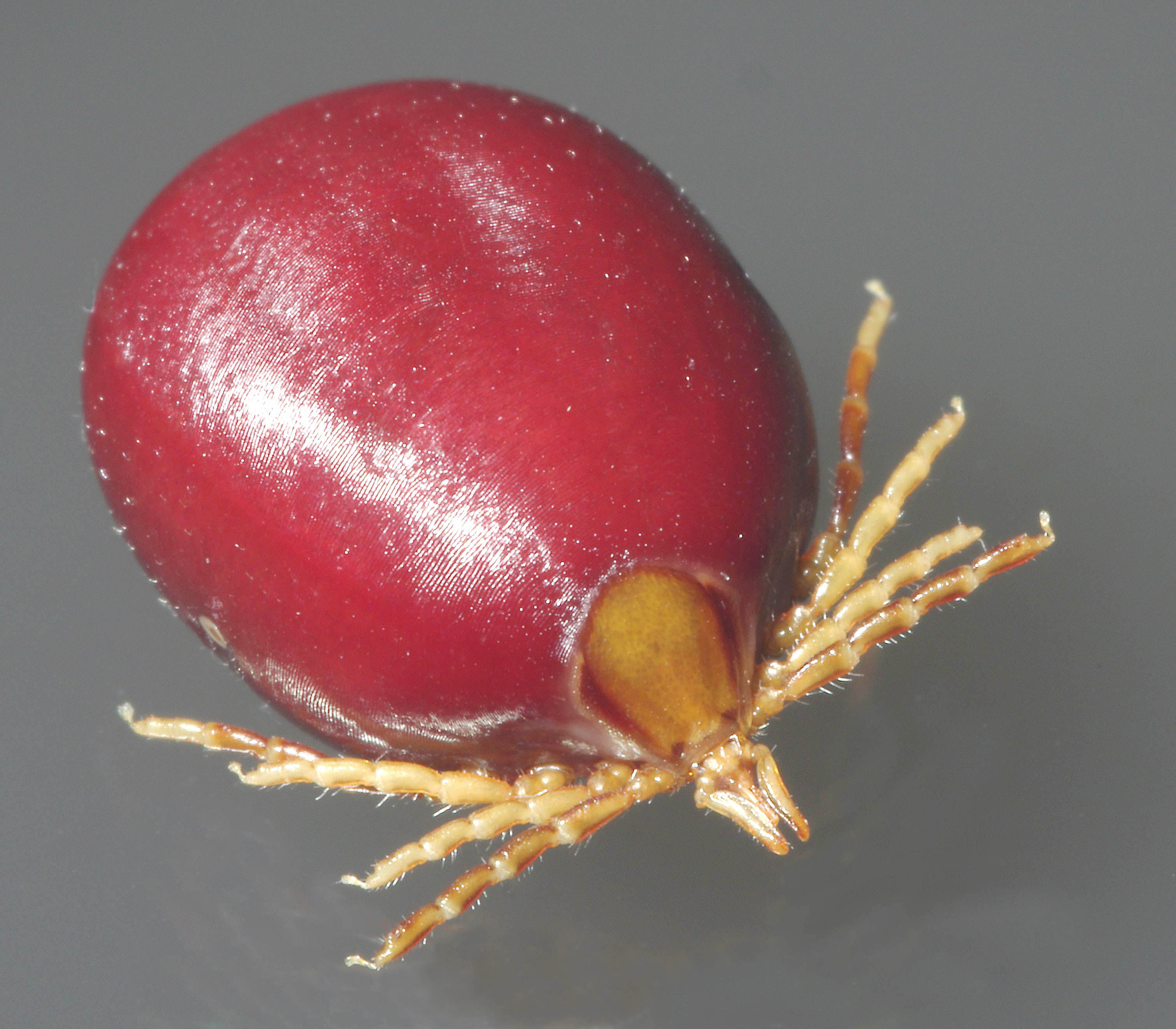
Hembra adulta y engordada de Ixodes holocyclus, causante de la parálisis por picadura de garrapata en Australia.

La parálisis por picadura de garrapata puede ser fatal para varias especies de animales domésticos, principalmente perros, vacas y ovejas. Aunque esta enfermedad es motivo de preocupación respecto a los animales domésticos y el ganado, en los seres humanos no lo es tanto, ya que los casos en humanos son raros y por lo general se presentan en niños menores de 10 años. Esta parálisis se produce cuando una garrapata hembra hinchada y grávida (cargada de huevos), transmite una neurotoxina a su huésped, misma que secreta en sus glándulas salivales durante su alimentación, la cual se disemina por el organismo mediante el sistema sanguíneo, ocasionado una intoxicación, así como reacciones adversas en el sistema inmune.
Experimentos indican que la mayor cantidad de la toxina se produce entre el quinto y séptimo día de fijación (a menudo iniciando o incrementando la severidad de los síntomas), aunque este tiempo puede variar dependiendo de la especie de garrapata y el número que el hospedero posea.
A diferencia de la enfermedad de Lyme, la ehrlichiosis y babesiosis, que son causadas por la proliferación y expansión sistémica de bacterias y protozoarios parásitos de los que distintas especies de garrapatas son portadoras y que transmiten a sus huéspedes (mismos que pueden presentar los síntomas, mucho después de que la garrapata se ha ido), la parálisis por picadura de garrapata es inducida químicamente por la garrapata, por lo que, generalmente, el trastorno se prolonga únicamente mientras continúa alimentándose de su hospedero. Por lo que una vez que se retira la garrapata, los síntomas generalmente disminuyen rápidamente. Sin embargo, en algunos casos, se puede desarrollar parálisis profunda e incluso puede llegar a ser fatal antes de que alguien se de cuenta de la presencia de una garrapata, ya que a diferencia de las pulgas y los mosquitos, su picadura no causa comezón, a menos que haya una reacción alérgica.

## Diagnóstico
El diagnóstico se basa en los síntomas y en la búsqueda de la(s) garrapata(s) incrustada(s), en seres humanos, generalmente se le encuentra en el cuero cabelludo y en las extremidades (ocasionalmente en el área genital). En ausencia de la garrapata, el diagnóstico diferencial incluye el síndrome de Guillain-Barré.

## Tratamiento
La eliminación de la garrapata incrustada, por lo general resulta en la desaparición progresiva de los síntomas dentro de varias horas a algunos días. Si la garrapata no es removida, la toxina puede ser fatal, con tasas de mortalidad reportadas de 10 al 12 por ciento, por lo general debida a una parálisis respiratoria. La mejor manera de desprender la garrapata, es sujetándola con unas pinzas de punta curva, lo más cercanamente posible de la piel y tirando de una manera firme y estable

## Prevención
Actualmente no existe ninguna vacuna disponible para cualquier enfermedad transmitida por garrapatas, a excepción de la encefalitis transmitida por garrapatas. Por lo tanto, las personas (y sus mascotas) deben tomar precauciones al entrar en áreas infestadas de garrapatas, sobre todo en los meses de primavera y verano. Entre las medidas de prevención se incluyen evitar senderos que están cubiertos de vegetación arbustiva, usar ropa de colores claros que permiten fácilmente ver a las garrapatas y el uso de pantalones largos y zapatos cerrados. Los repelentes de las garrapatas que contienen DEET (N,N, dietil-m-toluamida) son marginalmente eficaces y se puede aplicar a la piel o la ropa. En raras ocasiones, pueden darse reacciones alérgicas graves en algunas personas que usan productos que contienen DEET.
La permetrina, que sólo se puede aplicar a la ropa, es mucho más eficaz en la prevención de las picaduras de garrapatas. La permetrina no es un repelente, sino más bien un insecticida, este hace que las garrapatas caigan de la ropa protegida. Se recomienda precaución en su uso, ya que los niños pequeños pueden ser especialmente vulnerables a sus efectos adversos.

## Toxina
Aunque se han realizado varios intentos para aislar e identificar la neurotoxina desde el primer aislamiento en 1966, la estructura exacta de la toxina aún no se ha publicado. Los fragmentos del 40 al 80 kDa de la proteína contienen la toxina.

## Cultura popular
En la serie de televisión Dr. House en su episodio 16, de la segunda temporada, el Dr. House diagnostica a un paciente (interpretado por Michelle Trachtenberg) con parálisis por picadura de garrapata.
En la serie de televisión Doctora en Alabama, en el episodio 2 de la primera temporada, la doctora Hart atiende a un paciente con parálisis por picadura de garrapata.